# Cecilia Toussaint
Cecilia Toussaint (Cidade do México, 11 de outubro de 1958) é uma atriz, compositora e cantora mexicana.

## Filmografia

### Cinema
- Dama de noche (1993) - Sofía
- ¿Cómo ves? (1985)
- La habitación que silva (1985)
- Mujeres salvajes (1984) - Águila
- Frida, naturaleza viva (1983) - Irmã de Frida
- Antonieta (1982)
- Hacer un guion (1981)
- Cualquier cosa (1979)
- El servicio (1978)

### Televisão
- Imperio de mentiras (2020) - Nieves Sandoval de Álvarez
- Sin tu mirada (2017/2018) - Damiana Rios Zepahua
- Amor de barrio (2015) - Dalia Tovar
- Yo no creo en los hombres (2014) - Honoria Ramírez
- El encanto del águila (2011) - Cantora
- El equipo (2011) - Psicóloga
- Lo que callamos las mujeres (2001) -  Asunción
- DKDA: Sueños de juventud (2000) - Dolores "Lola" Saldivar
- Agujetas de color de rosa (1994)
- En carne propia (1990) - Laura
- Cautiva (1986) - Patricia
- Martín Garatuza (1986) - Monja Alférez
- Cuentos de madrugada (1985)

## Discografia
- Aire
- Ámame en un hotel
- Amantes
- Aquí me quedo
- Astrágalo
- ¡Ay Que Dolor Vivir!
- Buldog blues
- Caite cadáver
- Caracol
- Carretera
- Cinco amigos
- Corazón De Cacto
- Cuatro estrofas
- Desciende Sobre Mí
- Dueña de mi esclavitud
- En esta ciudad
- Esquizofrenia
- Exorcisa Tus Miedos
- Florecitas
- Florecitas
- La viuda negra
- Me siento bien pero me siento mal
- No me dejes en Siberia
- Para quererme bien
- Prendedor
- Sácalo
- Sacude tu corazón
- Sirena de Trapo
- Sombra
- Subterráneo amor
- Territorios
- Tírame al corazón
- Tres metros bajo tierra